# Mitele
Mediaset Infinity (anteriorment Mitele) és una plataforma espanyola de streaming per veure contingut en streaming a través d'Internet, tant en directe com sota demanda. La plataforma està publicada per Telecinco i és propietat de Mediaset.
També està disponible com a aplicació per a Android, iOS i per a Smart TV amb tecnologia MHP o HbbTV.

## Infinity+

Infinity+

Infinity+ (anteriorment Mitele Plus) és l'oferta de pagament de Mediaset Infinity.
Disponible com a subscripció, permet veure el contingut exclusiu de la plataforma.